# Football Club Wiltz 71 2008-2009
Questa voce raccoglie le informazioni riguardanti il Football Club Wiltz 71 nelle competizioni ufficiali della stagione 2008-2009. 

## Rosa
| N. |                                 | Ruolo | Calciatore          |
| -- | ------------------------------- | ----- | ------------------- |
|    | Belgio (bandiera)               | P     | Arnaud Fransquet    |
|    | Lussemburgo (bandiera)          | P     | Steve Colbach       |
|    | Lussemburgo (bandiera)          | P     | Christian Pauly     |
|    | Guinea (bandiera)               | D     | Moussa Bah          |
|    | Belgio (bandiera)               | D     | Gianni Buttazzoni   |
|    | Belgio (bandiera)               | D     | Phillipe Florkin    |
|    | Lussemburgo (bandiera)          | D     | Tom Kopecky         |
|    | Belgio (bandiera)               | D     | Guy Libambu         |
|    | Bosnia ed Erzegovina (bandiera) | D     | Sevad Mujkic        |
|    | RD del Congo (bandiera)         | D     | Blaise Ngoma-Muanda |
|    | Lussemburgo (bandiera)          | D     | Steve Schaack       |
|    | Belgio (bandiera)               | D     | Dimitri Wavreille   |
|    | Bosnia ed Erzegovina (bandiera) | C     | Anis Adrovic        |

| N. |                                 | Ruolo | Calciatore         |
| -- | ------------------------------- | ----- | ------------------ |
|    | Belgio (bandiera)               | C     | Kevin Caprasse     |
|    | Bosnia ed Erzegovina (bandiera) | C     | Amel Ćosić         |
|    | Portogallo (bandiera)           | C     | Manuel dos Santos  |
|    | Bosnia ed Erzegovina (bandiera) | C     | Mehmet Mujkic      |
|    | Belgio (bandiera)               | C     | Gauthier Remacle   |
|    | Portogallo (bandiera)           | A     | Brun° Alves        |
|    | Portogallo (bandiera)           | A     | Fernando Barbosa   |
|    | Bosnia ed Erzegovina (bandiera) | A     | Vedad Duraku       |
|    | Belgio (bandiera)               | A     | Johan Grommen      |
|    | RD del Congo (bandiera)         | A     | Jiresse Makengo    |
|    | Francia (bandiera)              | A     | Gaëtan Massart     |
|    | Belgio (bandiera)               | A     | Fabrizio Rosamilla |